# Parc de la Héronnière
Le parc de la Héronnière (en néerlandais : Reigerbospark) est un parc situé dans la commune de Watermael-Boitsfort à Bruxelles en Belgique.

## Histoire[1]
Le parc de la Héronnière a été aménagé dans l'ancien lit du Watermaelbeek, ruisseau parsemé d'un chapelet d'étangs – les Pêcheries royales – creusés par les moines pour la pisciculture et comblés au fil de l'urbanisation des environs.
Affluent de la Woluwe, le Watermaelbeek prend sa source au hameau de Boondael, au lieu-dit Dries, à l'ouest de la voie ferrée Bruxelles-Namur. Sur son parcours, il récupère les eaux du Veeweydebeek, alimentées par des sources situées en contrebas du cimetière d'Ixelles. Il rejoignait la Woluwe à hauteur de la station de métro Herrmann-Debroux jusqu'à sa disparition dans un collecteur d'égouts en 1956.
L'axe central du parc de la Héronnière se situe sur le tracé d'un projet de voirie, l'avenue de la Héronnière, dont seules les deux extrémités ont été percées. Celle-ci devait se faufiler entre deux pièces d'eau, l'étang de la Héronnière et l'étang Terlinden. Une première esquisse date déjà de 1925 mais reste en l'état.
Un nouveau projet (1953) aboutit partiellement par la réalisation du collecteur du Watermaelbeek (1957). Faute d'argent, la voirie attend toujours au moment de la signature, le 3 novembre 1965, d'une convention entre la commune et la Société d'études et de réalisations immobilières (ETRIMO), qui a déjà plusieurs immeubles en chantier de l'autre côté des étangs, à la lisière de la commune voisine d'Auderghem. En échange de la vente des terrains, le promoteur s'engageait à construire quatre immeubles-tours dans les cinq ans et la commune à percer l'avenue de la Héronnière dans les deux ans.
La mise en concordat judiciaire de la société immobilière en 1970 compromet la réalisation des immeubles, dont le premier sort à peine de terre. Un autre promoteur, la SA Amelinckx prend le relais, non sans que le gabarit des immeubles ne soit revu à la baisse (8 étages au lieu de 12). En contrepartie, le périmètre de l'avenue de la Héronnière est sorti du plan d'aménagement à l'étude et les permis nécessaires sont délivrés. 242 logements abrités dans 4 immeubles seront achevés en 1981.
La commune envisage alors clairement la création d'un « Park system » à l'américaine sur le modèle de celui d'Anderlecht et, plus récemment, de Jette autour du parc Roi Baudouin. Celui-ci relierait, par une coulée verte, la place Eugène Keym au square des Archiducs en passant par l'église Saint-Clément, le bois du Curé, les étangs des Pêcheries et le parc Tercoigne, avec une liaison vers le complexe sportif des Trois Tilleuls. Dans ce but, l'administration procède à l'aménagement d'un piétonnier reliant le tronçon existant de l'avenue de la Héronnière au piétonnier existant entre l'avenue des Princes Brabançons et la rue des Pêcheries. L'espace central servait alors de lieu de récréation informel : terrains de vélo-cross, jardins potagers et parcs à animaux de basse-cour.
Ce projet, coulé dans un plan d'aménagement (1991) est suivi de la cession des terrains à la Région bruxelloise pour réaliser un parc public. Menés sous la direction de l'architecte paysagiste Joseph Degryse, l'étude et la réalisation de ce parc s'étaleront sur cinq ans. En avril 1996, en plein chantier, la découverte, par des enfants, de munitions datant de la guerre, oblige à vidanger l'étang des Pêcheries pour y passer les détecteurs de métaux. Plus de peur que de mal. Après la mise sous eaux du canal artificiel le 24 juin 1996, le parc est officiellement inauguré le 1er juin 1997.

## Descriptif[1]

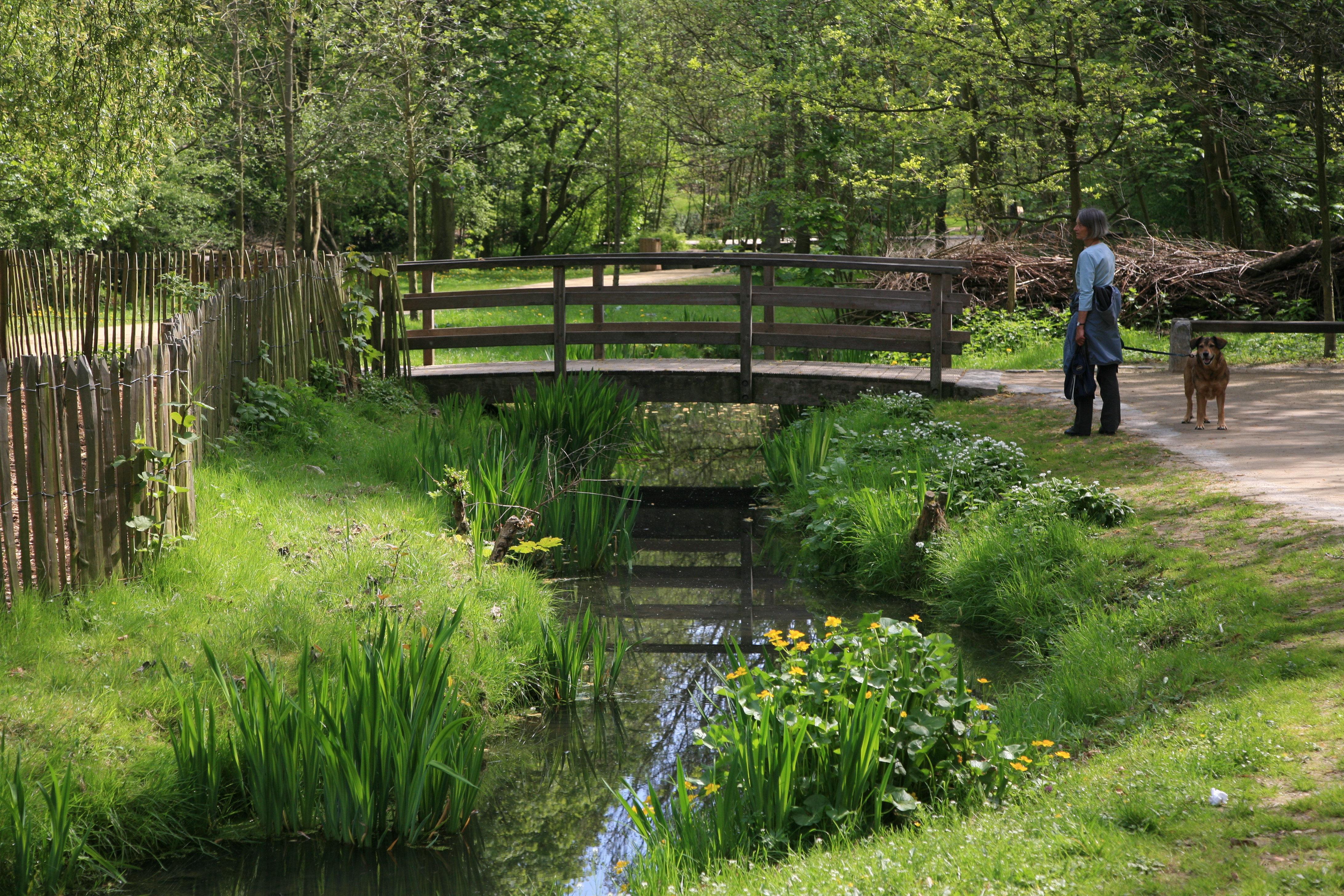
Le Watermaelbeek.

La philosophie de l'aménagement du parc de la Héronnière est simple : recréer un lit de rivière rappelant l'ancien Watermaelbeek et développer la richesse du site en le traitant comme un espace semi-naturel alternant végétation de zones humide et boisée. La fausse rivière, alimentée par les eaux des étangs amont – Robinson, Terlinden et Héronnière – serpente dans le fond de vallée pour se déverser dans le grand étang des Pêcheries royales situé en aval. Ses rives sont garnies de plantes aquatiques – roseaux, massettes, glycéries, lycopes, etc. – jusqu'à la place du pont qui constitue la fin du parcours à ciel ouvert de la rivière. Celle-ci s'engouffre dans des douves en béton pour rejoindre l'étang de l'autre côté des immeubles à appartements.

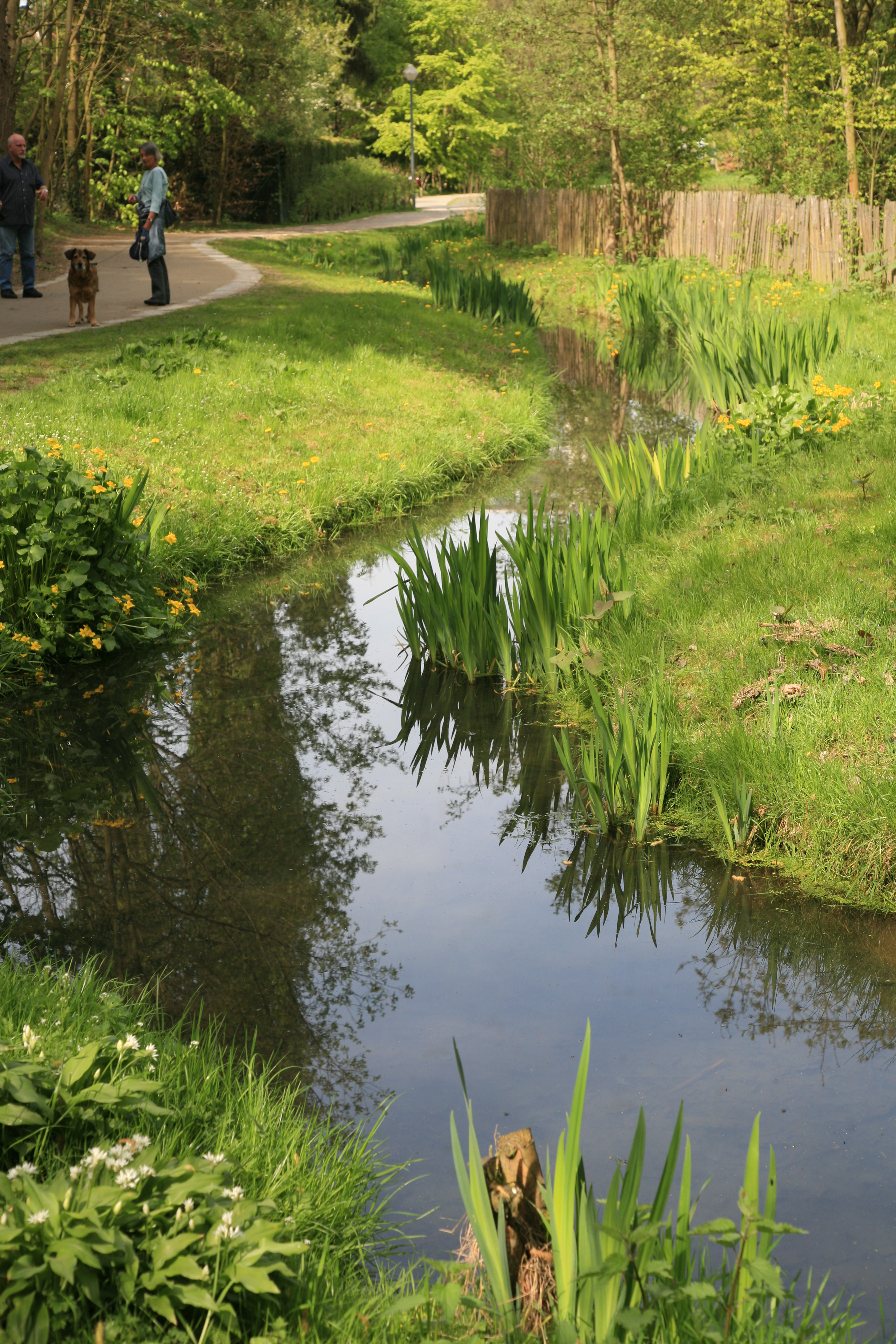
Le Watermaelbeek en fond de vallée.

Le parc est aussi conçu comme une promenade de liaison du quartier situé autour des étangs. Même si l'épine dorsale suit la rivière d'est en ouest, ses cheminements permettent aux piétons et aux cyclistes de traverser le site dans tous les sens en toute sécurité grâce au décalage régulier des axes au moyen de pontons ou de placettes.
Très en phase avec les mentalités de l'époque, l'aménagement se veut le plus respectueux et le moins perturbateur du site avec une volonté affichée d'en développer la richesse écologique. Le sol, malgré les multiples interventions dont il a fait l'objet dans le passé, devait subir le moins d'interventions possibles, le relief être respecté à l'exception de l'enlèvement des détritus et remblais récents. La végétation – que ce soient les zones horticoles ou naturelles – devait être respectée au point de conditionner le dessin des cheminements. N'ont été abattus que les arbres présentant un danger, morts, vieux ou malades. Préservé tel quel, le bois se compose de tilleuls, peupliers, saules, érables, hêtres et frênes protégeant des bouquets de noisetiers et de sureaux. Quant aux activités de récréation et aux potagers, des endroits bien délimités et organisés leur sont réservés.